# 施诺尔巴赫
施诺尔巴赫是德国莱茵兰-普法尔茨州的一个市镇。总面积3.42平方公里，总人口229人，其中男性112人，女性117人（2011年12月31日），人口密度67人/平方公里。